# Серендак
Серендак (лат. Loriculus galgulus) — птица отряда попугаеобразных.

## Внешний вид
Длина тела 13 см. Большая часть оперения и голова зелёные, темя синего цвета. Верхняя часть спины с желтоватым оттенком. Верхние кроющие перья хвоста красные, на груди большое красное пятно. У самки нет синего цвета на темени и красного пятна на груди. Клюв чёрный.

## Распространение
Обитает на островах Калимантан, Суматра и полуострове Малакка.

## Образ жизни
Населяют низменные леса. Ведут парный или одиночный образ жизни. Питается плодами, орехами, семенами, почками и цветами.

## Размножение
Гнездится в дуплах деревьев. В кладке 3-4 яйца. Насиживание продолжается 18-20 дней.

## Содержание
Эти попугайчики всегда пользовались большой любовью птицеводов, их в огромных количествах вылавливали для содержания в домашних условиях. Но в неволе они живут недолго.

## Галерея

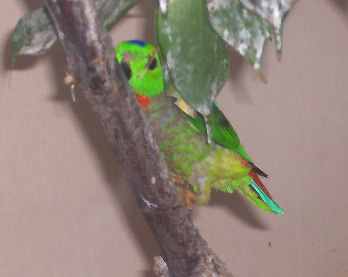
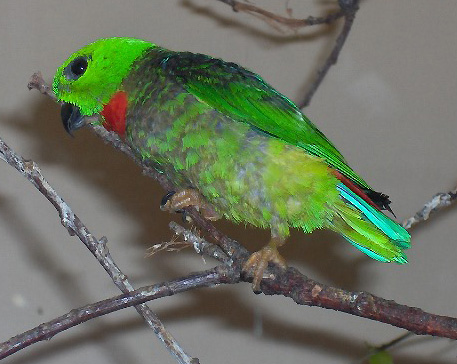